# HTC One X
HTC One X (модельний номер  — S720e, кодові імена  — HTC Edge та HTC Endeavor)  — смартфон, розроблений компанією HTC Corporation, анонсований 26 лютого 2012 року на Mobile World Congress у Барселоні. Смартфон належить до серії HTC One, до якої також входять HTC One S та HTC One V. Це перший пристрій HTC Corporation, що працює на базі чотириядерного процесора.

## Характеристики смартфону

### Апаратне забезпечення

#### Процесор
HTC One X працює на базі процесора Tegra 3 компанії Nvidia. Цей чип є системою на кристалі та побудований за принципом 4-PLUS-1™, де 4  — це кількість основних ядер, що працюють на тактовій частоті 1,5 ГГц, призначені для роботи з ресурсоємними програмами, а 1 — це додаткове ядро (т. зв. англ. Battery Saver Core), яке призначене для низькопродуктивної роботи (дзвінки, повідомлення тощо). Процесор виконаний за 40 нм техпроцесом, набір інструкцій  — ARMv7, графічне ядро  — ULP GeForce (покращене порівняно з Nvidia Tegra 2).

#### Пам'ять
На смартфоні встановлено 1 ГБ оперативної пам'яті та 32 ГБ постійної пам'яті, з яких користувачеві доступно 26 ГБ . Апарат не має слоту розширення пам'яті, проте доступно 25 ГБ на Dropbox (хмарний сервіс), який програмно інтегрований в апарат .

#### Акумулятор
HTC One X працює від Li-ion акумулятора ємністю 1800 мА/г, що є вбудованим, тобто його не можна замінити.

#### Безпровідні модулі
Апарат має вмонтовані модулі безпровідної передачі даних: 
- Wi-Fi стандарту IEEE 802.11, протокол a/b/g/n. Також HTC One X може виступати у ролі точки доступу.
- Bluetooth 4.0.  Bluetooth з функцією apt-X.
- NFC.
- стандарти передачі даних: GSM, 3G, GPRS, EDGE.

#### Камера
Смартфон оснащений основною 8-мегапіксельною камерою, яка може робити фотознімки з роздільною здатністю 2592x1944 пікселів та знімати відео — 1920х1080 пікселів, тобто з якістю 1080p. Також є LED-спалах, автофокус, розпізнавання облич, датчик BSI (для отримання кращих знімків в умовах низького рівня освітлення). Дозволяє робити фотознімки під час запису відео.
Також апарат має фронтальну 1,3-мегапіксельну камеру для здійснення відеодзвінків.

#### Корпус
Задня кришка смартфону виконана з полікарбонату. Корпус міцний та стійкий до подряпин.

#### Дисплей
HTC One X оснащений сенсорним 4,7-дюймовим (119,38 мм) Super IPS LCD. Роздільна здатність дисплея становить 720x1280 пікселів (HD). Він здатен відобразити 16.7 млн кольорів. Зверху покритий захисним склом Gorilla Glass.

### Програмне забезпечення

#### Операційна система
Смартфон HTC One X постачається зі встановленою Android Ice Cream Sandwich версії 4.0.

#### Інтерфейс користувача
На HTC One X встановлено інтерфейс користувача власного виробництва компанії HTC Sense версії 4.0. Особливістю цього UI є так званий вид зверху (англ. helicopter view), за допомогою якого можна побачити усі 7 робочих столів.

## Регіональні варіації
Канада,  США: One XL
One XL майже ідентичний базовій моделі, дещо відрізняється фізичними розмірами корпусу — довший на 0.04 мм. Суттєво відрізняється у АЗ: має встановлений модуль мобільного зв'язку четвертого покоління — 4G LTE та працює на базі двоядерного процесора Qualcomm Snapdragon S4, 1,5 ГГц (оскільки Tegra 3 несумісна з LTE-мережами). Розмір встановленої внутрішньої пам'яті — 16 ГБ (слот розширення пам'яті також не передбачений). Випускався у США та Канаді.
 Тайвань: HTC One X Deluxe Limited Edition
HTC One X Deluxe Limited Edition — модель виключно для тайванського ринку, що буде постачатися з навушниками Beats Solo та в ексклюзивній упаковці.

## Відео
- HTC One X - First look (офіційне відео) [Архівовано 29 лютого 2012 у Wayback Machine.]
- HTC One X hands on[недоступне посилання з лютого 2019]
- Предварительный обзор HTC One X [Архівовано 30 жовтня 2014 у Wayback Machine.]